# Quattro carogne a Malopasso
Quattro carogne a Malopasso è un film TV western del 1989 diretto da Vito Colomba.

## Trama
(Sam Hoara)
Il protagonista del film, Bill Nelson, ritorna al paese natio, Malopasso, dopo dieci anni di assenza per ritrovare i genitori di cui da alcuni anni non riceveva più notizie. Fermatosi nella casa dello sceriffo Sam Hoara, scopre che i suoi genitori sono stati uccisi da dei banditi. Lo sceriffo fornisce l'unico indizio trovato sul luogo del delitto, un ferro di cavallo con il marchio "P". 
Nelson, lasciata la casa dello sceriffo, si reca nel saloon di Malopasso. Interrogando la cameriera del locale, scopre che la cittadina è vessata da Parker, un malavitoso che spadroneggia nella zona, ed intuisce che dietro la morte dei genitori vi sia proprio lui. 
Nel saloon Nelson inizia la sua personale crociata contro Parker, uccidendo alcuni suoi sgherri e lasciandone vivo uno, in modo che possa avvertire del suo arrivo.
Lo sceriffo, intervenuto dopo la sparatoria, spiega a Nelson che non ha mai potuto agire contro Parker perché protetto dall'alto. 
Mentre si aggira nelle valli intorno a Malopasso, Nelson viene ferito dagli sgherri di Parker ma riesce a tornare nella casa dello sceriffo ove viene soccorso da Hoara e dalla figlia di lui Mary.
Mentre Nelson giace ferito nella casa dello sceriffo, Hoara decide di agire contro Parker, aiutato solo dal suo vice. Tradito dal giudice, Hoara cade vittima di una imboscata di Parker e dei suoi uomini. 
Nelson decide così di scoprire ove Parker si nasconde, e per fare ciò fa evadere uno dei suoi sgherri chiuso nella prigione locale. Con la forza Nelson costringe l'uomo, di nome Cisko, a confessare ove Parker si nasconde.
Tornato in paese Nelson prova a convincere i cittadini di Malopasso ad unirsi a lui per sconfiggere Parker ed i suoi uomini: solo Roger Santarita, un killer amico del padre di Bill ed un altro cowboy decidono di seguirlo.
Prima di raggiungere Parker, i tre vengono fermati da Cisko, eletto sceriffo al posto del defunto Hoara, e da Mary. La donna e, soprattutto, la delusione derivata dal fatto che un ex-uomo di Parker sia stato eletto sceriffo dalle stesse vittime del criminale inducono Nelson a rinunciare ai suoi propositi di vendetta e di allontanarsi con la sua innamorata Mary.

## Produzione
Vito Colomba, di professione cavatore e abitante di Custonaci (TP), dopo aver tentato una fallimentare carriera come comparsa cinematografica ed essere tornato nel paese natale, decise di realizzare il film a causa della sua passione duratura per i film western italiani e statunitensi e con la speranza di essere notato dalle produzioni cinematografiche; in seguito il completamento del film divenne anche una "rivalsa" verso parenti e concittadini che non credevano nelle sue capacità. Il film fu prodotto a bassissimo costo e girato in presa diretta, con un cast composto prevalentemente da amici e colleghi di lavoro di Vito Colomba, senza alcuna esperienza nel campo. Contribuì alla realizzazione l'emittente locale trapanese RTC, che pubblicizzò l'avanzamento progressivo della produzione.
La lavorazione durò quasi dieci anni. Non è chiara la fonte originale della data del 1989 per la prima proiezione del film; secondo un articolo di giornale dell'epoca la lavorazione durò circa otto anni e terminò intorno al 1992. 

## Il film come fenomeno televisivo
Il film divenne noto al grande pubblico quando divenne oggetto di ironia, nei primi anni novanta, della trasmissione televisiva di Italia 1 Mai dire TV, condotta dal trio Gialappa's Band e dedicata ai personaggi e ai programmi delle televisioni locali. Durante le puntate venivano spesso presentati e commentati ironicamente estratti delle "lezioni di regia" trasmesse su RTC, in cui Vito Colomba, sul set del film, discuteva del lavoro del regista e di come venivano realizzate alcune scene, fornendo consigli che apparivano poco utili o banali; in altre occasioni la Gialappa's mostrava alcune scene del film, deridendo la scarsa capacità recitativa degli attori o i problemi tecnici.
In seguito a questa "vetrina", Vito Colomba fu ospite di alcuni altri programmi sulle reti Rai e Fininvest.